# Grimmia pulvinatula
Grimmia pulvinatula är en bladmossart som beskrevs av C. Müller 1883. Grimmia pulvinatula ingår i släktet grimmior, och familjen Grimmiaceae. Inga underarter finns listade i Catalogue of Life.